# Grandes écuries du château de Chantilly
Les Grandes Écuries du Château de Chantilly dans l'Oise ont été bâties par  Louis-Henri de Bourbon, septième Prince de Condé. Elles abritent le Musée vivant du Cheval depuis 1982. Comme l'ensemble du Domaine du Chantilly qui comprend en sus le château, ses dépendances et son parc, ainsi que la forêt et le champ de courses, les Grandes Écuries sont la propriété de l'Institut de France depuis 1886 à la suite d'un don du duc d'Aumale. Plus vastes écuries de France après celles de Versailles, elles eurent une influence considérable dans le décor architectural et sculpté des bâtiments équestres en Europe, et tout particulièrement en Allemagne, jusqu'au XIXe siècle.

## Historique
La légende dit que Louis-Henri de Bourbon, Prince de Condé, qui croyait en la métempsycose, était persuadé qu'il se réincarnerait en cheval et a souhaité bâtir de son vivant un lieu digne de l'abriter dans sa vie ultérieure.
Le Prince, qui était aussi cavalier et veneur, fit construire les Écuries le long de la pelouse de Chantilly à partir de 1719 par l'architecte Jean Aubert, élève des Hardouin-Mansart, qui rénova aussi le château à sa demande. Ces écuries étaient destinées à abriter ses chevaux et les chiens de son équipage, sa meute étant la plus importante de France après celle du roi. Elles devaient aussi permettre d'héberger tout le personnel y afférent. Cette installation imposante correspondait aux besoins des princes de Condé qui pratiquaient la chasse en toute saison et entretenaient trois meutes toujours prêtes à servir sous la houlette d'une vingtaine de piqueurs.
Alors qu'au XVIIIe siècle, les écuries étaient habituellement construites dans les communs, celles-ci le furent bâties largement à l'écart du château dans un lieu dégagé. Cela fait d'elles un monument à part entière, véritable palais des chevaux mis en valeur par la remarquable perspective offerte par la grande pelouse qui les borde. La construction dura 15 ans. Dès leur construction, elles furent considérées comme un ouvrage exceptionnel dont la description occupe tout un chapitre du neuvième tome du Guide de Paris et de ses environs de Jean-Aimar Piganiol de La Force publié en 1765. Leur luxe inouï et leurs installations à l'abondant décor bénéficient de la prodigieuse fortune des Condé que Louis Henri Auguste de Bourbon avait fait prospérer à la faveur du système de Law.
En 1789, les Grandes Écuries furent pillées de leurs ornements. Elles furent occupées par un escadron de gendarmerie à partir de 1794, puis par le 11e régiment de chasseurs à cheval.
Différents régiments de cavalerie s'y installèrent sous l'Empire dont la Garde impériale et les Chevaux-légers lanciers polonais. Elles sont rendues aux Condé avec l'ensemble du domaine en 1814 avant d'être léguées aux Orléans en 1830. Ces derniers en sont chassés à la Révolution de 1848. Les écuries sont alors louées à la société des chasses à courre de Chantilly. La troisième République restitue le domaine au duc d'Aumale qui en fait don à l'Institut de France en 1884.
Les Grandes Écuries sont occupées par les Allemands en 1914 et en 1940. Elles abritent le Cercle hippique de Chantilly à partir de 1948. En 1982, Yves Bienaimé qui y fut jeune écuyer-professeur, obtient une convention de 20 ans de l'Institut de France qui les lui confie. Il y crée alors le Musée vivant du cheval.

## Situation

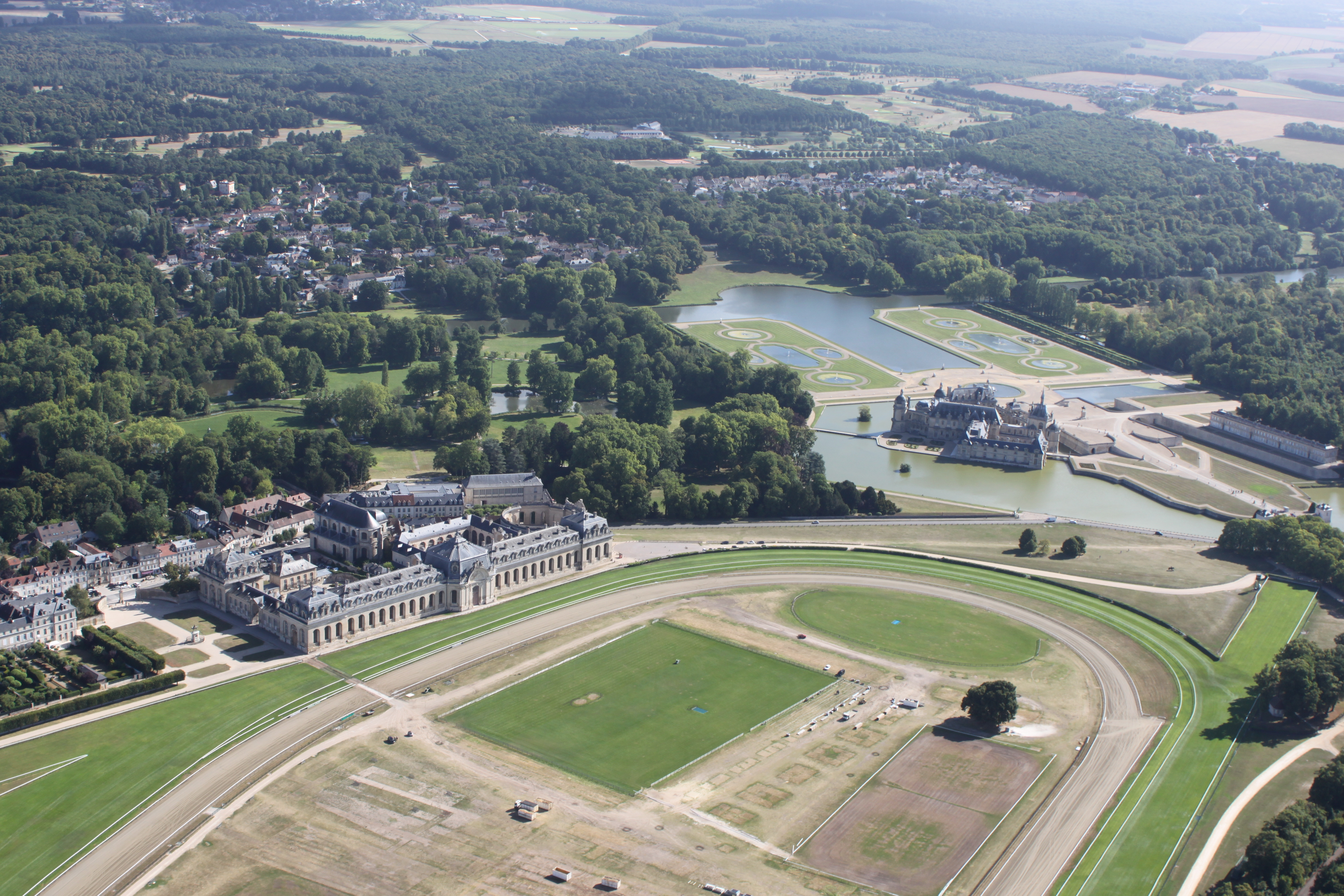
Les Grandes Écuries vues du ciel, avec le château en arrière-plan.

Jean Aubert fit preuve d'originalité dans la distribution et l'implantation du bâtiment. Leur implantation inhabituelle, souhaitée et soutenue par le duc de Bourbon, à l'écart du château avec lequel les Grandes Écuries n'ont pas de lien formel de subordination fut critiquée, notamment par Piganiol de la Force. Le Prince, qui depuis ses appartements privés, bénéficiait d'une vue exceptionnelle sur les élévations latérales du bâtiment, souhaitait que leur position soit dominante et dégagée. Une vaste clairière d'une cinquantaine d'hectares fut gagnée sur la forêt pour permettre leur construction. Les écuries proprement dites sont orientées au sud.
Le visiteur qui arrive de Paris par l'ancienne route du Connétable, ou autrefois qui débouchait de la forêt par la route carrossable qui est aujourd'hui la piste d'entrainement dite des Lions, découvrait en même temps face à lui le château et à l'ouest ce palais équestre qui domine le paysage. Les Grandes Écuries ont été construites à proximité du grand réservoir qui leur fournit en abondance l'eau nécessaire aux chevaux et les garantit contre les risques d'incendie.

## Architecture
Jean Aubert, qui dessina les Grandes Écuries et en suivit la construction de 1719 à 1740, s'inspira des Grandes écuries de Versailles construites par son ancien maître, Jules Hardouin-Mansart. Les Grandes Écuries sont entièrement bâties en pierre de taille

### Extérieur

#### Façades

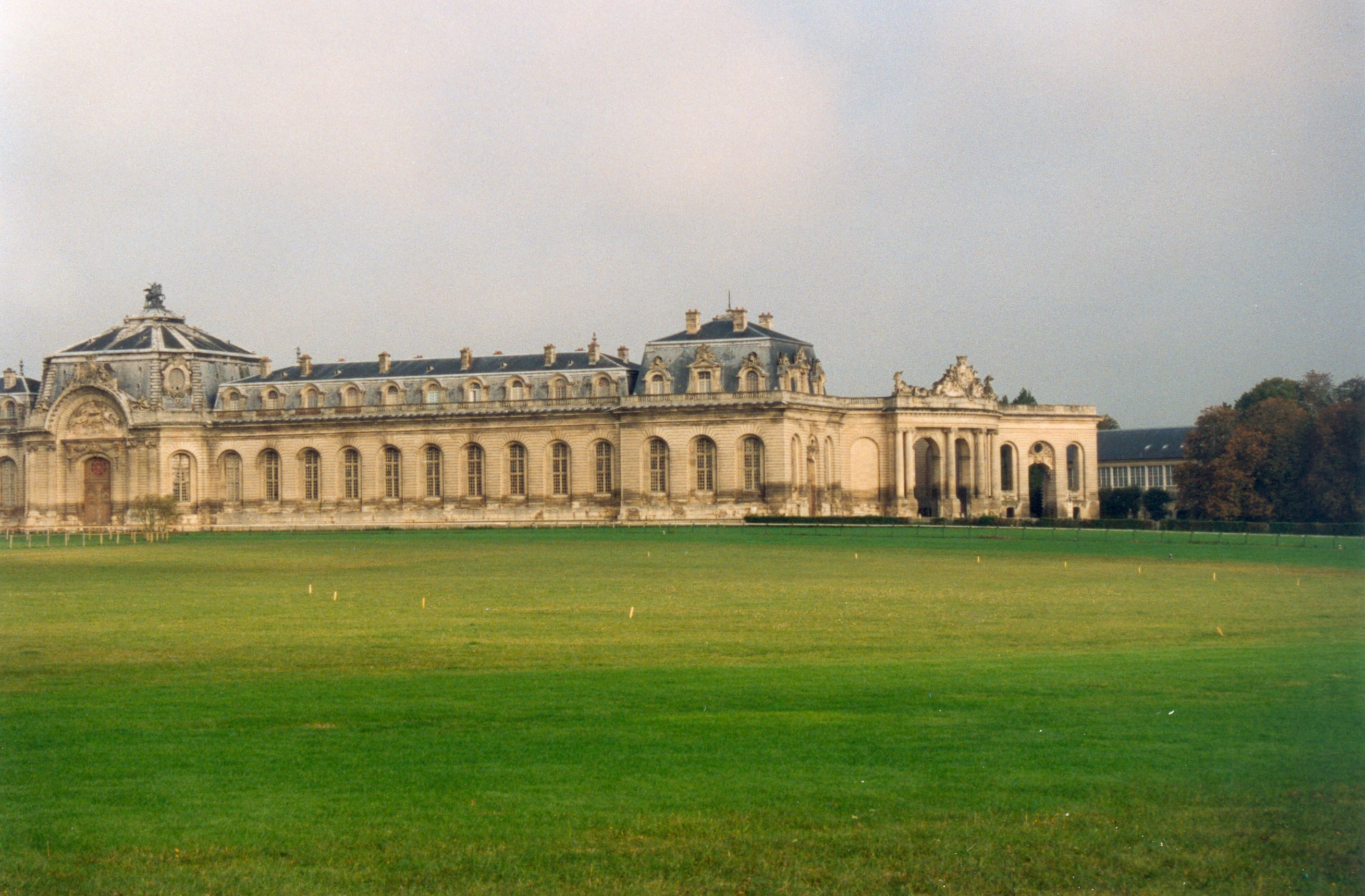
Les Grandes écuries.

La façade principale, longue de 186 mètres donne sur la grande pelouse. Vues de celle-ci, les Grandes écuries se présentent comme un palais d'un étage. Deux ailes percées de hautes fenêtres s'ordonnent symétriquement de part et d'autre du pavillon central.
La façade occidentale, vers la ville, est dénuée d'arcades et de défends. On accède à la cour des chenils en son centre. Le portail reprend celui qu'Aubert avait dessiné pour la façade du château. Son fronton triangulaire sculpté est porté par deux piédroits ornés de tables en ressaut à chutes de trophées cynégétiques retenues par des têtes de chiens. L'hallali du sanglier, scène traditionnelle de vénerie, est représentée dans le tympan du fronton. Deux groupes de ronde-bosse qui sont posés sur les rampants du fronton évoquent le livre X des Métamorphoses d'Ovide avec les représentations de Diane et sa biche et de Cyparisse et son cerf.
Comme aux portes principales des écuries de Versailles, trois chevaux en pleine course sont sculptés en style rocaille dans les arcades des deux portes latérales du bâtiment principal.

#### Pavillon central
Le pavillon central, à pans coupés et dont le vaste portail est encadré de pilastres, présente un fronton semi-circulaire et s'orne du haut relief exécuté par Bridault représentant des chevaux hennissants. Il est entièrement recouvert d'un bossage en table dont Aubert a enrichi le motif en utilisant l'ordre d'architecture sous la forme de pilastres ioniques jumelés, aussi affectés par le bossage. La frise de l'entablement qu'ils supportent portait à l'origine le chiffre de Louis de Bourbon et se prolonge au-dessus de la travée axiale sous la forme d'une corniche cintrée à modillons, sommée d'un écusson monumental aux armes des Condé porté par deux figures ailées et encadré par des lions en ronde bosse. Les claveaux rayonnants de la voussure concave encadrent le groupe de chevaux en bas-relief du tympan. Les trois chevaux sont sculptés en faible relief et présentés de profil dans des positions différentes. Ils évoluent en liberté dans un cadre naturel évoqué par des arbres et des enrochements. Le segment de corniche sur lequel l'œuvre qui coiffe la grande porte d'entrée parait simplement être posée, est porté par deux consoles. Le décor rocaille des panneaux et de l'imposte paraissent déborder sur le mur par le truchement d'une clef sculptée en forme de cartouche depuis lequel deux festons de fleurs rejoignent les consoles en fort relief.

### Écuries
Les deux vastes nefs  destinées à loger les chevaux sont larges de onze mètres soixante et sont couvertes d'une voûte de pierre en berceau qui s'élève jusqu'à quatorze mètres du sol, élévation exceptionnelle pour des écuries privées. On y accède directement par deux entrées latérales. Ces nefs sont rythmées par des doubleaux qui forment des travées dans lesquelles s'inscrivent les pénétrations terminées par des fenêtres. Celles-ci, suffisamment hautes, dispensent la lumière propice au repos des chevaux.

#### Manège intérieur
Le manège qui sépare les deux nefs a une structure comparable à celles des salons à l'italienne qui formaient le centre de grands châteaux comme Vaux-le-Vicomte, Le Raincy ou Marly. Quatre grandes arcades présentent des agrafes sculptées de trophées de chasse. La voûte est composée de huit quartiers qui se rejoignent autour d'une grande rosace centrale sculptée. Quatre œils-de-bœuf pratiqués dans le toit laissent pénétrer la lumière tout comme quatre grandes baies cintrées disposées au premier niveau de part et d'autre de l'abreuvoir. Un balcon périphérique qui permet la circulation entre les combles des deux ailes, se situe au premier niveau, et est accessible par un escalier ménagé dans l'épaisseur du mur. Chaque comble abritait douze appartements composés d'une chambre et d'une garde-robe, distribués par un couloir axial éclairé par les lucarnes du toit.
Comme à la petite écurie du roi à Versailles, les nefs ouvrent directement sur cet espace de plus de 400 mètres carrés dont le dôme culmine à près de 27 mètres de hauteur.

#### Abreuvoir
Face à la porte d'entrée du manège intérieur, l'abreuvoir, chef-d'œuvre de l'art rocaille, est installé dans une vaste niche dont le fond est couvert de congélations encadrées par deux colonnes en forme de palmiers sur lesquelles deux enfants tiennent un énorme cartouche portant la dédicace de l'édifice. L'eau sortait d'un masque feuillagé pour tomber en cascade dans deux vasques superposées sculptées en forme de coquilles. Des dauphins de plomb soutenaient la plus grande. Ils ont été fondus à la Révolution tout comme les deux chevaux, aussi de plomb, qui étaient posés contre le mur sur la margelle du bassin. Un cerf sculpté en haut-relief et peint au naturel est disposé de chaque côté de l'abreuvoir.

### Manège découvert
À l'est, les arcades de la porte inachevée du bourg, comme en témoignent les pierres d'attente simplement épannelées, complètent la composition du côté de la route qui vient du château. L'axe de cet écran architectural est marqué par le portique courbe ionique du manège découvert, lui-même sommé d'un frontispice aux armes des Condé.

### Toit et combles
Le niveau de combles se présente sous la forme de toits brisés développés. Celui du pavillon axial domine à près de dix mètres au-dessus de la corniche. Tous sont décorés de bourseaux en fortes saillies et d'arêtes à bossages pour le pavillon central, avec la figure centrale de la Renommée à cheval qu'encadraient deux girouettes dorées à tête de cheval fichées au sommet des pavillons latéraux. Les lucarnes de pierre sont surchargées d'ornements; une balustrade continue unit les corps de bâtiment tout en soulignant la forte horizontalité du parti d'ensemble. Les terrassons reposent directement sur de très forts murs de maçonnerie montant de fonds sur lesquels s'appuient leur sablière et leur charpente.

### Cours

#### Cour des Chenils
La cour des Chenils, longue de plus de 66 mètres et large de 44 mètres, était agrémentée d'un grand bassin central avec jet. La proximité des chenils des écuries est inhabituelle car on préférait généralement tenir les chiens éloignés des chevaux afin que leurs aboiements ne perturbent pas leur quiétude.

#### Cour des Remises
La cour des Remises, située à l'arrière du manège découvert, est large de 44 mètres et longue de plus de 46 mètres. Les arcades plein cintre de ses ailes font écho à celles du bâtiment principal, mais aussi aux élévations des écuries de Versailles qui ont des écoinçons à médaillon. Elle est entourée de remises à carrosses et à chaises.
En dépit de sa disposition biaise, l'église construite en 1687 et agrandie vers 1725, forme un pendant à la masse du manège couvert. Deux cours latérales et le cimetière disposé derrière son chevet l'isolent des écuries.

## Sculptures
Les sculptures qui les ornent sont dues pour la plupart à Rémy François Bridault, qui sculpta notamment le haut relief qui domine le pavillon central, et à ses collaborateurs, Bernard, Coutelet, Brault, Lefevre et Buret. Les deux écuries sont ornées de sculptures peintes au naturel qui forment un élégant décor cynégétique et qui en tempèrent la rigueur architecturale. Ce décor est constitué d'une série de têtes de cerfs posées sur des cartouches à guirlande à la naissance des arcs doubleaux. Deux bas-reliefs représentant une chasse aux loups et une chasse aux sangliers surmontent les portes orientale et occidentale. Ce décor, entièrement à la gloire es Condé et du cheval, fut retouché au XIXe siècle à l'époque du duc d'Aumale.

### La Renommée
Une réplique en plomb de la statue de la Renommée, œuvre d'Antoine Coysevox destinée au château de Marly, fut probablement installée en 1742 au sommet du dôme des Grandes écuries. La Renommée était figurée sous les traits d'une jeune femme chevauchant Pégase et soufflant dans une trompette. Lors de la Révolution française, en 1792, la statue fut abattue, mise en pièces et emportée à Paris pour être fondue. Grâce à Yves Bienaimé, fondateur du Musée vivant du Cheval, elle a été remplacée en 1989 par une réplique en tous points fidèle, hormis le poids. L'original pesait près de 10 tonnes alors que la statue actuelle pour laquelle la technique du repoussé a été utilisée, n'en pèse que 3.

## Agencement à l'époque du Prince de Condé
L'écurie proprement dite était installée dans le bâtiment principal composé de deux nefs séparées par la rotonde centrale. Tout le long de ces nefs, des stalles étaient installées et pouvaient accueillir 240 chevaux. Un manège découvert et circulaire derrière l'écurie permettait d'exercer les chevaux. Voitures, carrosses et selleries étaient remisés autour de la grande cour carrée. Deux petites écuries permettaient d'isoler les chevaux malades. Les logements des cochers, postillons, fourragers er du contrôleur des écuries étaient disposés à l'étage. Les officiers des écuries et du chenil, ainsi que les écuyers, étaient logés dans des appartements des étages des pavillons et du corps principal. La paille et le foin y étaient entreposés. Un corridor permettait de rejoindre la cour des chenils depuis celle des remises. Il ouvrait aussi sur la forge du côté de l'église et sur la cour des fumiers de forme irrégulière,.
Une grande et large allée centrale traversait l'écurie. Chaque cheval disposait d'une stalle de 1m 30 de large, dans les normes définies par François Blondel. Cette stalle était délimitée par des poteaux et à chaque extrémité par des cloisons formant des "ailerons de menuiserie ornés de cadres et de sculptures". Les noms de chacun des équidés était indiqué dans des cartouches situés au-dessus des râteliers ce qui était très moderne pour l'époque. Des coffres placés à l'arrière des cloisons contenaient l'avoine que les palefreniers distribuaient chaque jour. Deux petites chambres voûtées aménagées à chaque extrémité du bâtiment dans l'épaisseur du mur, contre les entrées latérales, permettaient de loger le personnel de garde durant la nuit. Le grand abreuvoir permettait de fournir à boire aux chevaux, à assurer l'entretien des lieux et à lutter contre d'éventuels incendies.
Cinq chenils pouvaient abriter jusqu'à 500 chiens ː le chenil d'hiver, celui des chiens du cerfs, celui de ceux des sangliers, des lices, et enfin des chiens malades. Les piqueurs, les valets de chiens et les valets de limiers étaient logés au-dessus des chenils. Une boulangerie située à proximité permettait de préparer la pâtée des animaux.
Le balcon du manège, qui est orné d'un beau garde-corps de ferronnerie, constituait une tribune pour le Prince et ses invités qui pouvaient ainsi assister aux exercices de haute école. Il accueillait aussi les sonneurs de trompe comme le rapporte mademoiselle Avrillon dans ses Mémoires.
La grande prairie qui borde la façade était le lieu de fêtes équestres et de cavalcades. C’était aussi le point de départ des chasses.